# Augenprothese

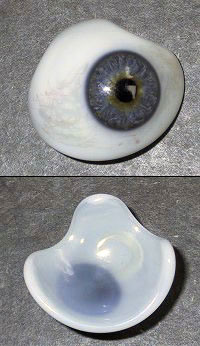
Vorder- und Rückseite einer Augenprothese

Eine Augenprothese, auch Augenepithese, Glasauge oder Kunstauge genannt, ist ein als kosmetischer Augenersatz aufwendig hergestelltes Hilfsmittel, das ausschließlich zur Wiederherstellung der Gesichtsästhetik und zur medizinischen Versorgung der enukleierten Augenhöhle eingesetzt wird. Augenprothesen werden von umfangreich ausgebildeten und geprüften Augenprothetikern (Okularisten) aus speziellem Kryolithglas oder Kunststoff individuell angefertigt und angepasst.

## Herstellung
Die Spezialisten, die diese Herstellung beherrschen, haben eine lange Lehrzeit von 6 bis 7 Jahren, die großes künstlerisches Talent und manuelle Fertigkeiten voraussetzt. Sie werden Augenkünstler, Kunstaugenhersteller, Augenprothetiker oder Okularisten genannt. In Deutschland werden seit über 150 Jahren Augenprothesen in reiner Handarbeit angefertigt. Hinsichtlich der Herstellung von Augenprothesen nimmt der thüringische Ort Lauscha mit seinen Manufakturen seit Mitte des 19. Jahrhunderts eine führende Rolle ein. Hier wurde auch das erste deutsche Glasauge 1835 hergestellt (Siehe: Glasauge aus Lauscha).
Das künstliche Auge hat während der Herstellung die Form einer aus einem Stück Rohr geblasenen Hohlkugel und wird farblich und im Detail nach dem verbliebenen gesunden Auge angefertigt, so dass man im doppelten Sinne von einem Kunst-Auge sprechen kann. Jedes kleinste Detail der Iris, die Färbung der Lederhaut (Sklera) sowie die bei jedem Menschen individuelle Struktur der Bindehautgefäße werden mittels schmelzender, auch mehrfarbiger Glasstäbe am künstlichen Auge durch Tupfen, Wischen und Fadenanlegen aufgetragen. Die zähflüssige Glaskugel hat durch die Oberflächenspannung die Tendenz, sich zusammenzuziehen, das Rohr muss beständig gedreht werden. Durch gleichmäßiges Erwärmen mit der Gebläsebrennerflamme und dosiertes Blasen mit dem Mund wird die Kugel in passender Größe gehalten und ausgeformt.
Zuletzt werden am Umfang der Kugel weite Bereiche durch die Flammenhitze erweicht und durch Saugen eingezogen, sodass ein mit runden Kurven begrenzter, eher kleiner Teil einer Hohlkugel, eine Art Schale mit abgerundeten Grenzen, entsteht, die gut in die Augenhöhle eingepasst werden kann.
Mit dem Glasauge soll die ursprüngliche Gesichtsharmonie wiederhergestellt werden. Die Farbgebung und Anpassung des künstlichen Auges erfolgt meist im Beisein des Patienten. Dennoch ist die Ursache, die zum Verlust des Auges geführt hat, letztlich dafür ausschlaggebend, wie gut das kosmetische Erscheinungsbild des Patienten sein wird.
Die Oberfläche eines Kunstauges aus Kryolithglas ist sehr homogen und widerstandsfähig, weshalb es in der Regel erst nach etwa einem Jahr erneuert werden muss. Durch Staub, Schmutz, Umweltfaktoren, Veränderungen der Tränenflüssigkeit bzw. organische Störungen kann sich die glatte Oberfläche des Glases aber auch schneller abnutzen. Die Abnutzung der Oberfläche und damit der Alterungsprozess des Kunstauges ist für den Patienten durch Reizung des Augenlides spürbar. Wird ein Auge mit stumpf gewordener Oberfläche nicht rechtzeitig gewechselt, kann dies zu größeren Schäden in der Augenhöhle führen.
Ein Glasauge wird von den Krankenkassen in Deutschland als medizinisches Hilfsmittel zu 100 % (bei einer Zuzahlung von 10 Euro je Auge) übernommen. Der Okularist kann ein Glasauge in ein bis zwei Stunden anpassen. Die Kosten betragen durchschnittlich in etwa 500–600 Euro, je nach dem Schwierigkeitsgrad individueller Färbung und anatomischer Anpassung.
Augenprothesen aus Kunststoff, entwickelt ab dem Zweiten Weltkrieg in den USA, auch weil das Glas aus Deutschland nicht mehr zur Verfügung stand, werden aus Acrylglas (PMMA) gefertigt, durch Drehen, Fräsen, Polieren, Bemalen, aber auch Schmelzen und Kleben. Die Herstellung einer Augenprothese aus Kunststoff ist teurer als einer solchen aus Glas, doch sie ist bruchfest und kann im Gegensatz zu Glas nachpoliert und auch sonst nachgearbeitet werden, ist also insgesamt dauerhafter.
Augenprothesen sind Medizinprodukte, entsprechen den Anforderungen des Medizinproduktegesetzes und unterliegen in verschiedenen Bereichen, beispielsweise der Biokompatibilität, bestimmten Normen (DIN EN ISO 10993-1:1998-06, DIN EN ISO 10993-1 / 1:1999-06).

## Versorgungsgrundlagen und kosmetische Aspekte

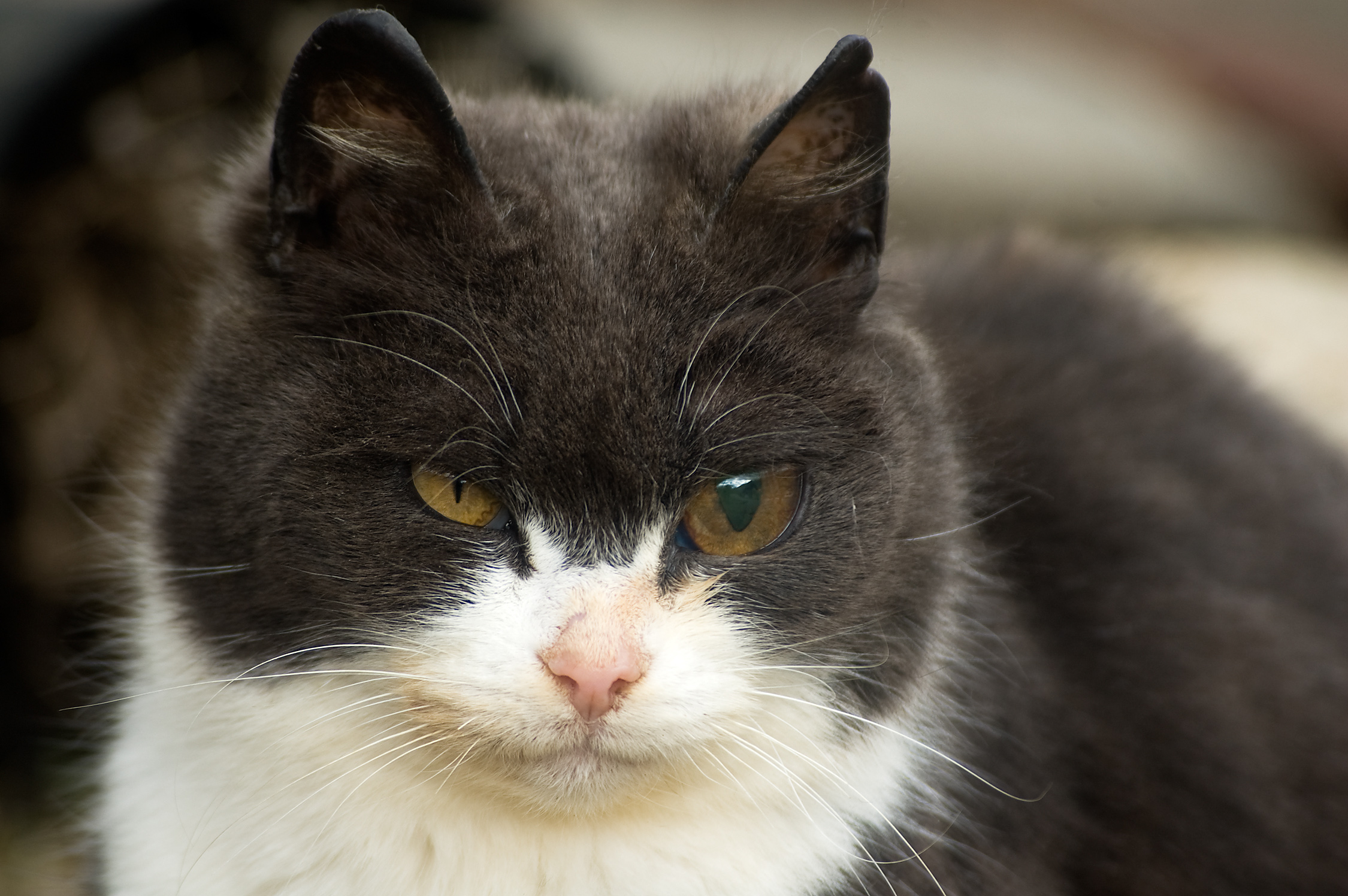
Katze mit Augenprothese

Eine medizinische Indikation für die Anpassung eines Kunstauges ist in der Regel der Verlust eines Auges durch Unfall, Krankheit oder eine notwendige operative Entfernung (Enukleation). Auch nach Tumoroperationen, bei denen viel Gewebe entfernt werden muss, kann die Versorgung mit einer Augenprothese erforderlich werden. Bei Defekten der benachbarten Gesichtsbereiche muss die Augenprothese (in Einzelfällen) mit einer Epithese (z. B. zum Ersatz von Teilen der Nase) kombiniert werden.
Heutige Kunstaugen sind dem Aussehen eines gesunden Auges in der Regel täuschend ähnlich. Durch die individuelle Anfertigung und die Anwendung moderner chirurgischer Techniken bei der Entfernung des Augapfels ist eine wenn auch teils eingeschränkte Mitbewegung der Prothese möglich, so dass sie durch einen Laien kaum zu erkennen ist.

## Geschichte
Die älteste bekannte Augenprothese ist ein künstlicher Augapfel, der in Schahr-e Suchte im heutigen Iran gefunden wurde und auf ein Alter von 4800 Jahren datiert wurde. Die Archäologen fanden ihn im Grab einer 25–30 Jahre alten Frau und vermuten als Material einen Mix aus Teer und Tierfett.
Auch die alten Ägypter, Chinesen, Römer und Griechen stellten aus Edelsteinen und Halbedelsteinen, Elfenbein, weißem Feldspat, Glas, Porzellan und durch Metalllegierungen künstliche Augen für Statuen, Statuetten, Mumien, Masken, Puppen und Spielzeugtiere her, wobei die Griechen und Römer Statuenaugen, die Ägypter Mumienaugen verwendeten. So waren bereits vor 2000 Jahren Fabri ocularii statuarum in Rom hoch angesehen. Auch Aristoteles (384–322 v. Chr.) erwähnt Marionetten mit beweglichen Augen.
Im Mittelalter gab es dann bereits „Vorlegeaugen“, bemalte Augen aus Leder, die über den Augenlidern getragen und mit einem Federdraht am Kopf befestigt wurden. Ebenfalls gab es bereits „Einlegeaugen“ aus Gold oder Silber, mit einer in Emailfarben bemalten Iris.
Die ersten gläsernen Augen wurden vermutlich in Venedig hergestellt, bevor im 17. Jahrhundert Paris zum Mittelpunkt für künstliche Glasaugen wurde. Ambroise Paré erwähnte jedoch bereits im 16. Jahrhundert (erstmals) Augenprothesen, die den modernen nicht unähnlich sind, und das Einsetzen eines solchen Kunstauges in die Augenhöhle eines lebenden Menschen. Der Würzburger Augenarzt Heinrich Adelmann (1807–1884) wurde im Jahre 1832 auf besonders gelungene Lauschaer Puppen- und Tieraugen aufmerksam, die bereits damals in Serienanfertigungen für Spielzeuge hergestellt wurden, die mit der hier genannten künstlerischen Anfertigung der Augenprothesen jedoch wenig gemeinsam haben. Sein Impuls, auch in Deutschland gläserne Augen für den Menschen entwickeln zu lassen, fiel bei dem Thüringer Glasmacher, Kunstaugenbläser und Pionier der deutschen Augenprothetik, Ludwig Müller-Uri, auf fruchtbaren Boden (Siehe: Glasauge aus Lauscha). Seit 1835 werden deshalb Augenprothesen aus Glas hergestellt, die für die Augenhöhle eines Patienten individuell angepasst werden können.